# Al-Husseini-Moschee

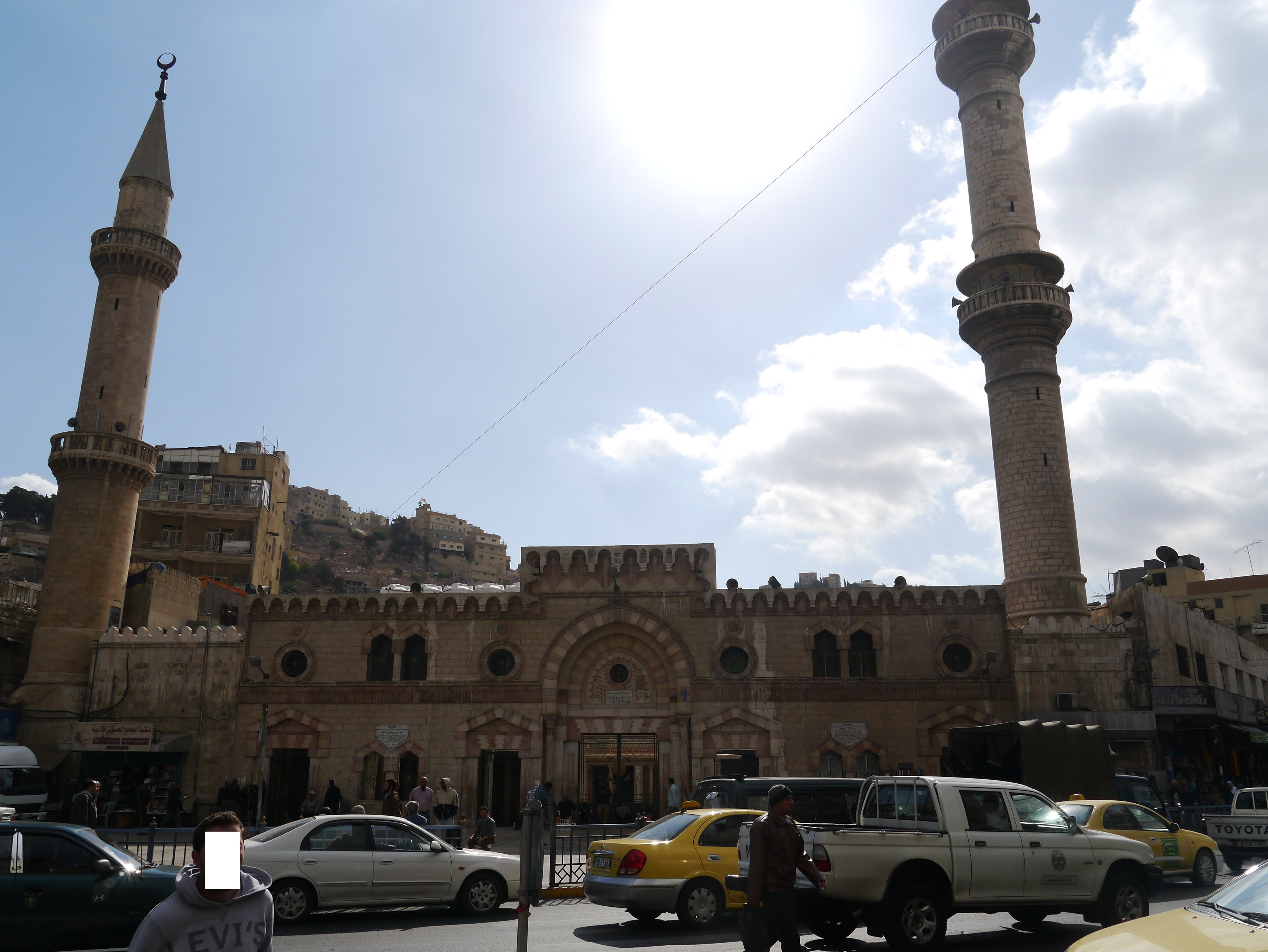
Frontalansicht des Moscheegebäudes

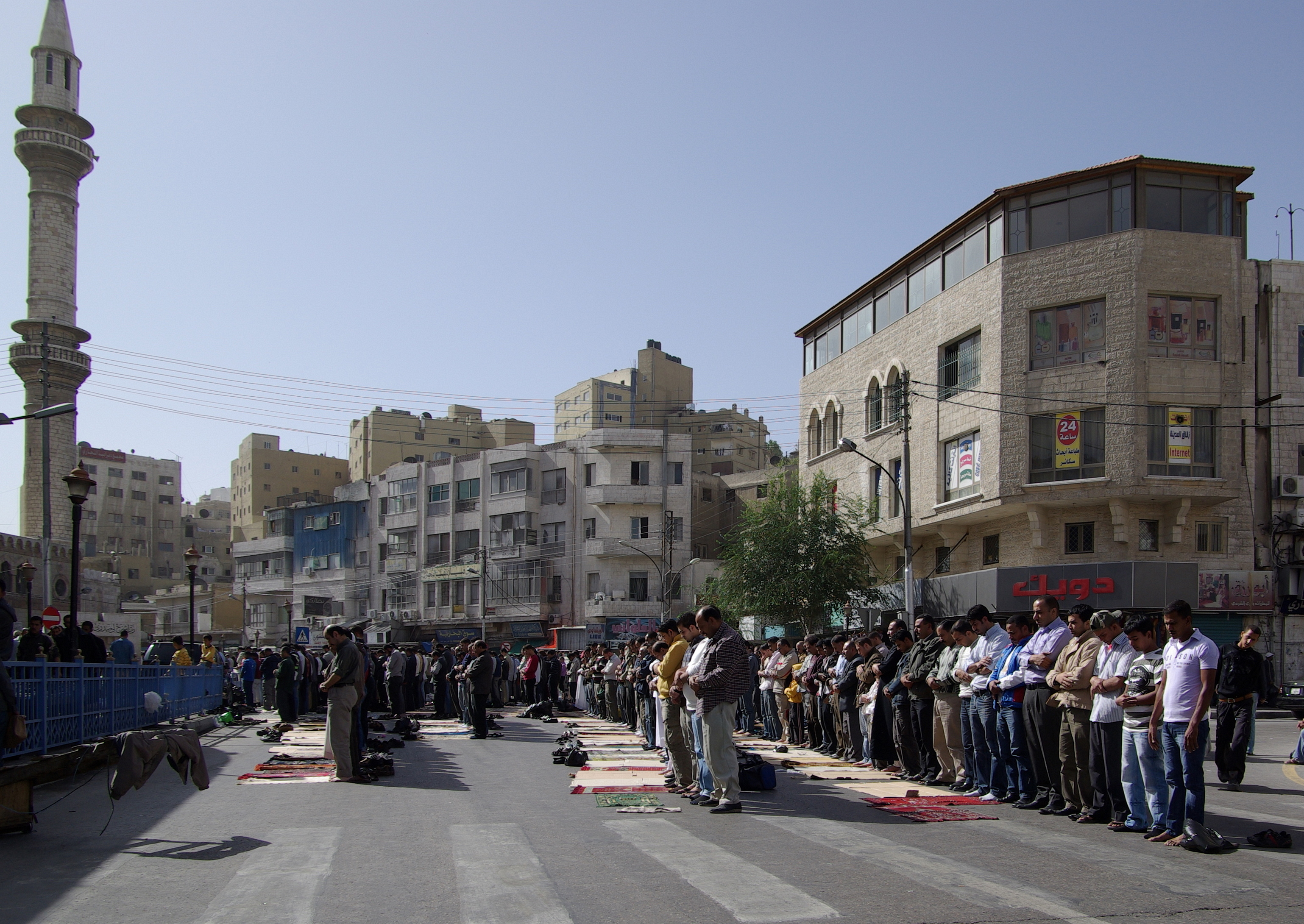
Betende vor der Husseini-Moschee

Die al-Husseini-Moschee (arabisch المسجد الحسيني, DMG al-Masǧid al-Ḥusainī) ist eine der größten Moscheen der jordanischen Hauptstadt Amman. Sie wurde ab 1924 unter König Abdullah I. im Zentrum der Unterstadt errichtet, an der Stelle der Ruinen einer Moschee aus dem 7. Jahrhundert.  
Die Bauweise stellte einen Bruch mit der osmanischen Architektur dar. Auffällig ist, dass die beiden Minarette unterschiedlich hoch und unterschiedlich gestaltet sind.